# Lussagnet-Lusson
Pour les articles homonymes, voir Lussagnet et Lusson.
Lussagnet-Lusson (en béarnais Lussanhet-Lusson ou Lussagnét-Lussoû) est une commune française, située dans le département des Pyrénées-Atlantiques en région Nouvelle-Aquitaine.

## Géographie

### Localisation
La commune de Lussagnet-Lusson se trouve dans le département des Pyrénées-Atlantiques, en région Nouvelle-Aquitaine.
Elle se situe à 26 km par la route de Pau, préfecture du département, et à 23 km de Serres-Castet, bureau centralisateur du canton des Terres des Luys et Coteaux du Vic-Bilh dont dépend la commune depuis 2015 pour les élections départementales. 
La commune fait en outre partie du bassin de vie de Lembeye.
Les communes les plus proches sont : 
Monassut-Audiracq (2,2 km), Simacourbe (2,6 km), Gerderest (3,6 km), Coslédaà-Lube-Boast (3,8 km), Lalongue (4,3 km), Maspie-Lalonquère-Juillacq (4,4 km), Escoubès (4,5 km), Riupeyrous (4,9 km).
Sur le plan historique et culturel, Lussagnet-Lusson fait partie de la province du Béarn, qui fut également un État et qui présente une unité historique et culturelle à laquelle s’oppose une diversité frappante de paysages au relief tourmenté.

### Communes limitrophes
Les communes limitrophes sont  Coslédaà-Lube-Boast, Lalongue, Lannecaube, Monassut-Audiracq et Simacourbe.
| Coslédaà-Lube-Boast | Lannecaube        | Lalongue (par un quadripoint) |
| Coslédaà-Lube-Boast | Lussagnet-Lusson  | Simacourbe                    |
|                     | Monassut-Audiracq |                               |

### Hydrographie

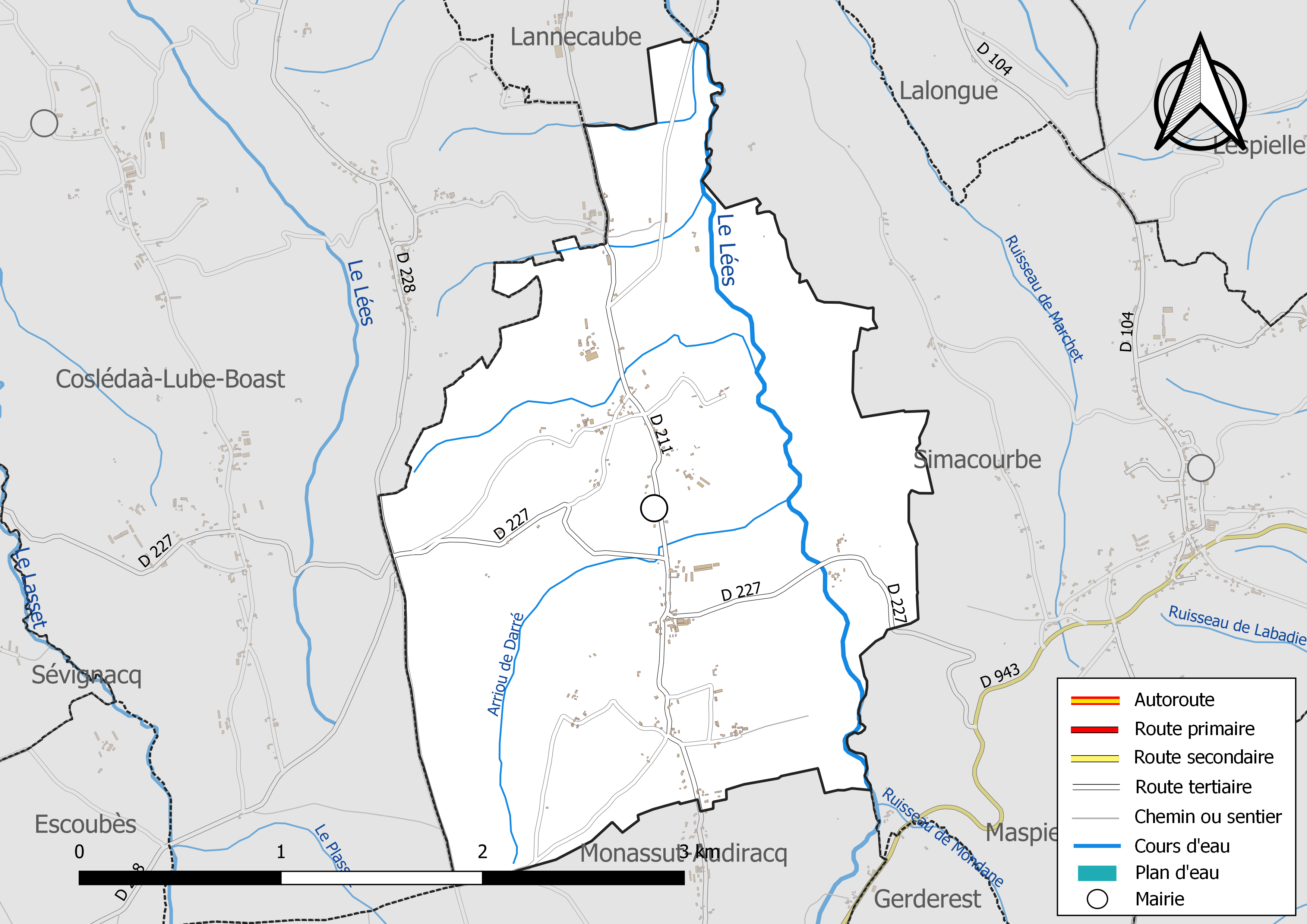
Réseaux hydrographique et routier de Lussagnet-Lusson.

La commune est drainée par le Léès, l’Arriou de Darré et par divers petits cours d'eau, constituant un réseau hydrographique de 10 km de longueur totale,.
Le Léès, d'une longueur totale de 39 km, prend sa source dans la commune de Sedzère et s'écoule du sud vers le nord. Il traverse la commune dans la partie est de son territoire, recevant sur son cours l'arriou Darré, et se jette dans le Léez à Lannux, après avoir traversé 21 communes.

### Climat
Pour des articles plus généraux, voir Climat de la Nouvelle-Aquitaine et Climat des Pyrénées-Atlantiques.
Historiquement, la commune est exposée à un climat de montagne.  
En 2020, Météo-France publie une typologie des climats de la France métropolitaine dans laquelle la commune est toujours exposée à un climat de montagne et est dans la région climatique Pyrénées atlantiques, caractérisée par une pluviométrie élevée (>1 200 mm/an) en toutes saisons, des hivers très doux (7,5 °C en plaine) et des vents faibles.
Pour la période 1971-2000, la température annuelle moyenne est de 12,7 °C, avec une amplitude thermique annuelle de 14,4 °C. Le cumul annuel moyen de précipitations est de 1 132 mm, avec 11,3 jours de précipitations en janvier et 8,1 jours en juillet. Pour la période 1991-2020, la température moyenne annuelle observée sur la station météorologique la plus proche, située sur la commune de Mont-Disse à 14 km à vol d'oiseau, est de 13,9 °C et le cumul annuel moyen de précipitations est de 1 010,8 mm,. Pour l'avenir, les paramètres climatiques de la commune estimés pour 2050 selon différents scénarios d’émission de gaz à effet de serre sont consultables sur un site dédié publié par Météo-France en novembre 2022.

### Milieux naturels et biodiversité
Aucun espace naturel présentant un intérêt patrimonial n'est recensé sur la commune dans l'inventaire national du patrimoine naturel,,.

## Urbanisme

### Typologie
Au 1er janvier 2024, Lussagnet-Lusson est catégorisée commune rurale à habitat dispersé, selon la nouvelle grille communale de densité à sept niveaux définie par l'Insee en 2022.
Elle est située hors unité urbaine. Par ailleurs la commune fait partie de l'aire d'attraction de Pau, dont elle est une commune de la couronne,. Cette aire, qui regroupe 227 communes, est catégorisée dans les aires de 200 000 à moins de 700 000 habitants,.

### Occupation des sols

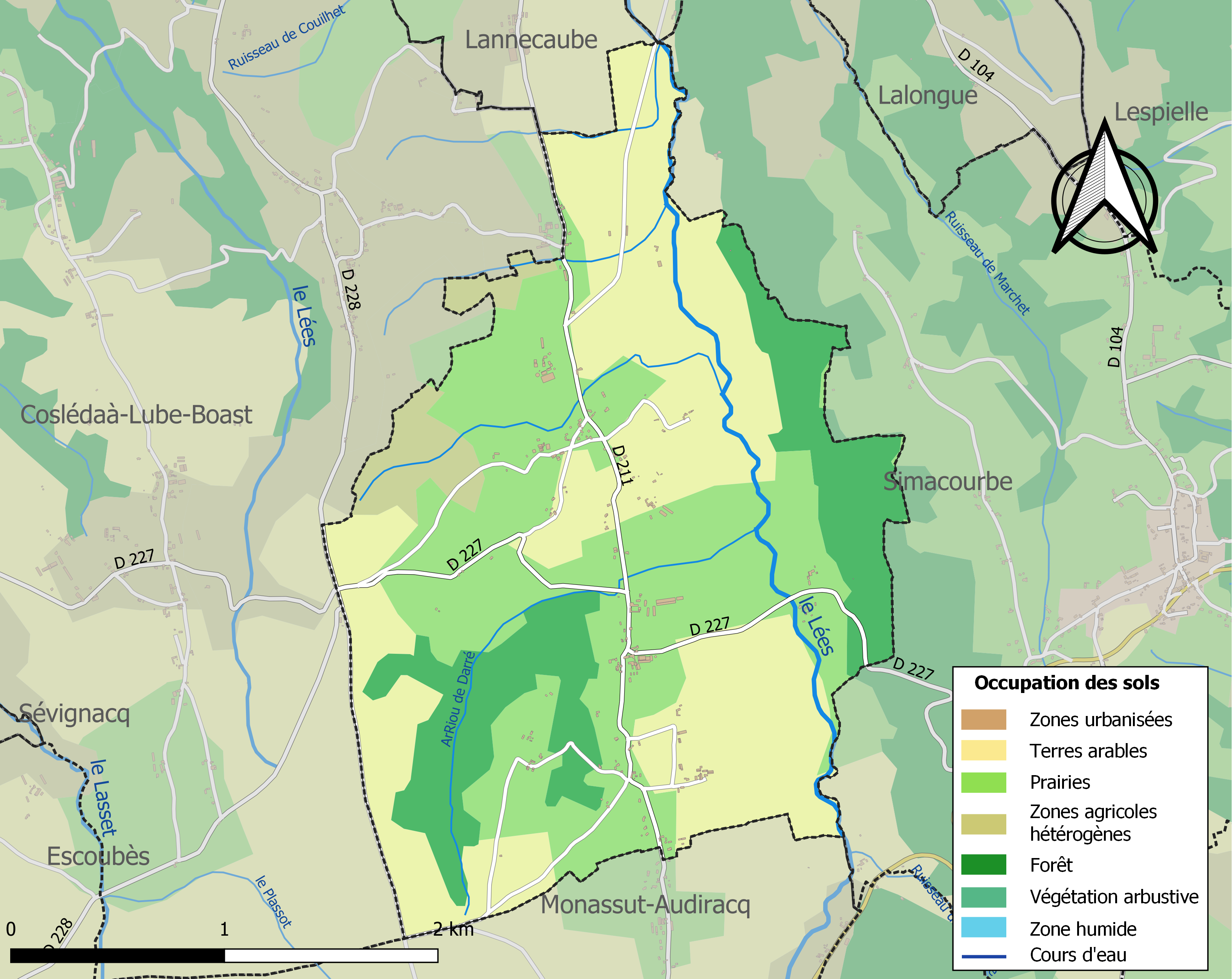
Carte des infrastructures et de l'occupation des sols de la commune en 2018 (CLC).

L'occupation des sols de la commune, telle qu'elle ressort de la base de données européenne d’occupation biophysique des sols Corine Land Cover (CLC), est marquée par l'importance des territoires agricoles (82,6 % en 2018), une proportion identique à celle de 1990 (82,6 %). La répartition détaillée en 2018 est la suivante : 
terres arables (41 %), prairies (37,6 %), forêts (17,4 %), zones agricoles hétérogènes (4 %). L'évolution de l’occupation des sols de la commune et de ses infrastructures peut être observée sur les différentes représentations cartographiques du territoire : la carte de Cassini (XVIIIe siècle), la carte d'état-major (1820-1866) et les cartes ou photos aériennes de l'IGN pour la période actuelle (1950 à aujourd'hui).

### Lieux-dits et hameaux
- Lussagnet ;
- Lussagnet-Castet ;
- Lusson ;
- la Poutge ;
- Village.

### Voies de communication et transports
Elle est desservie par les routes départementales 211 et 227.

### Risques majeurs
Le territoire de la commune de Lussagnet-Lusson est vulnérable à différents aléas naturels : météorologiques (tempête, orage, neige, grand froid, canicule ou sécheresse), inondations et séisme (sismicité modérée). Un site publié par le BRGM permet d'évaluer simplement et rapidement les risques d'un bien localisé soit par son adresse soit par le numéro de sa parcelle.
Certaines parties du territoire communal sont susceptibles d’être affectées par le risque d’inondation par une crue à  débordement lent de cours d'eau, notamment le Léès. La commune a été reconnue en état de catastrophe naturelle au titre des dommages causés par les inondations et coulées de boue survenues en 1982, 2007 et 2009,.

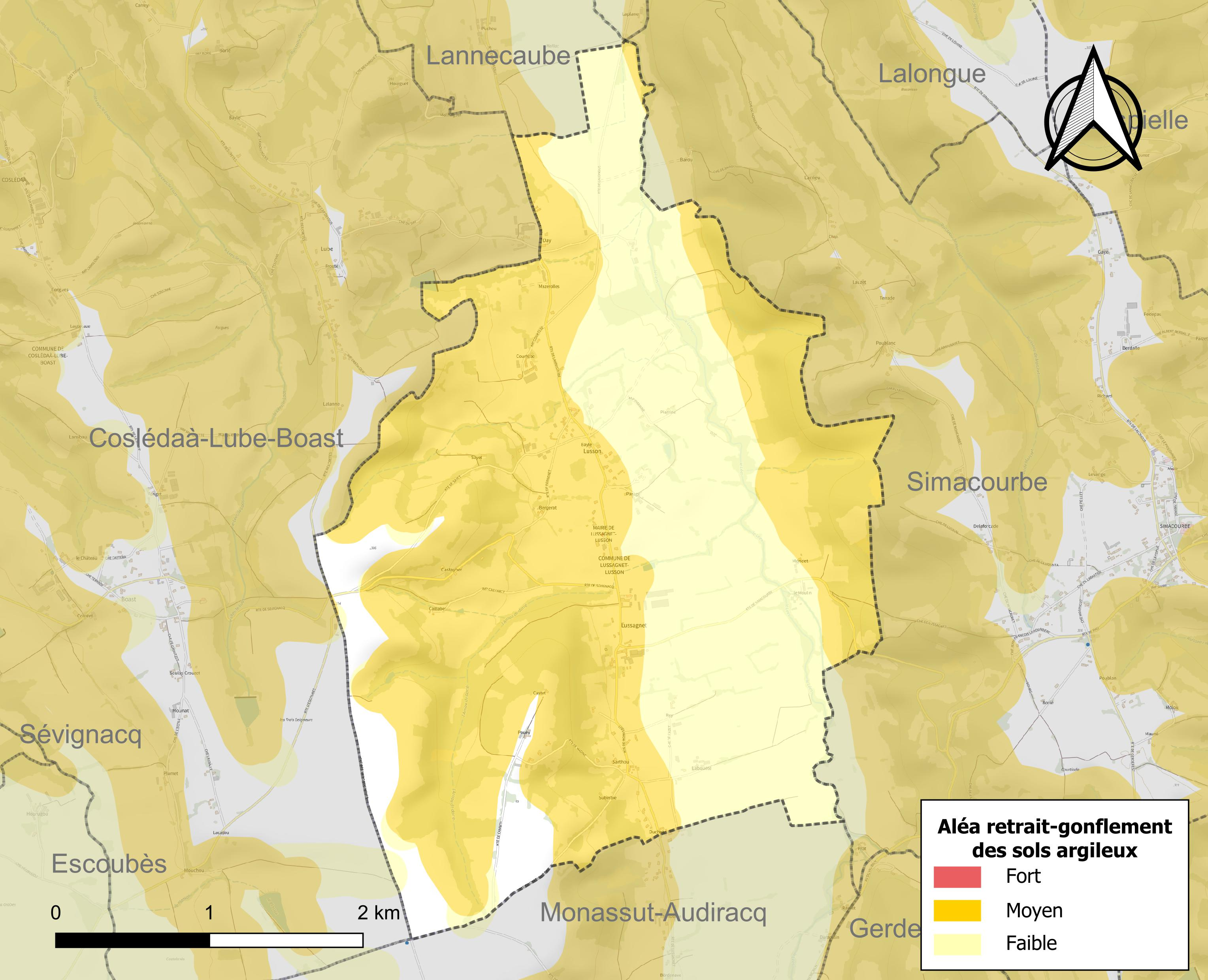
Carte des zones d'aléa retrait-gonflement des sols argileux de Lussagnet-Lusson.

Le retrait-gonflement des sols argileux est susceptible d'engendrer des dommages importants aux bâtiments en cas d’alternance de périodes de sécheresse et de pluie. 58,9 % de la superficie communale est en aléa moyen ou fort (59 % au niveau départemental et 48,5 % au niveau national). Depuis le 1er octobre 2020, en application de la loi ELAN, différentes contraintes s'imposent aux vendeurs, maîtres d'ouvrages ou constructeurs de biens situés dans une zone classée en aléa moyen ou fort,.

## Toponymie
Le toponyme Lussagnet apparaît sous les formes Lucenhet (XIIe siècle, d'après Pierre de Marca), Lusanhetum (1312, titres de Béarn), 
Lucinheg et Lusanhet (respectivement 1385 et 1402, censier de Béarn), Lussanhet (1482, titres de Béarn), Luxanet, Lusaulhet et Lusseignet (respectivement 1538, vers 1540 et 1682, réformation de Béarn).
Le toponyme Lusson apparaît sous les formes Luyssoo et Lussoo (respectivement 1385 et XIVe siècle, censier de Béarn) et 
Lussun (1777, terrier de Lube).
Le nom béarnais de la commune est Lussanhet-Lusson ou Lussagnét-Lussoû.

## Histoire
Paul Raymond note que la commune comprenait une abbaye laïque, vassale de la vicomté de Béarn.En 1385, Lussagnet comptait huit feux et Lusson treize. Les deux paroisses dépendaient du bailliage de Lembeye.
Le village de Lusson s'est uni à Lussagnet en 1833.
Extrait du livre La noste Béarn de Hubert Dutech :
Étalé dans le long vallon creusé par le Grand-Lées, Lussagnet apparaît dès le XIIe s. sous le nom de Lucenhet. La racine luc (bois sacré) laisse objectivement penser que ces deux villages devaient se trouver à l'origine, au milieu d'une forêt importante.
Il y eut une seigneurie et une abbaye laïque, futur siège de la seigneurie de Lussagnet, dont Bernard de Lucinher était le titulaire en 1150. En 1385 sont recensés 8 ostaùs* à Lucinheg, dont la maison noble de l'oustaù de Lucinheg domenger tandis que Luysoo en totalisait 13. Bien que modestes, ces chiffres sont toutefois bien supérieurs au nombre actuel d'exploitations agricoles.
Lusson compta également sa seigneurie particulière, propriété des seigneurs de Lalongue ainsi que l'inévitable abbaye laïque**. Les 2 abbés ne devaient guère être puissants puisque l'évêque de Lescar percevait seul la dîme. Une motte, signalée en 1681, à Lussagnet, constitue l'élément principal d'un ensemble fortifié du XIIe siècle. À côté de la motte, on trouve les vestiges de la demeure bâtie par la famille de Montaut de Lussagnet au XVIIIe siècle.
Au XVIIe siècle, l'abbé révèle l'état de pauvreté des villageois : ils sont dans la misère, car le seigneur des lieux ne leur concède pas assez de terroir qu’ils puissent exploiter pour se procurer du pain, car le sol n'est fertile que pour la vigne. Aussi, n'est-il pas surprenant qu'en mai 1789, lors d'une assemblée générale en vue de nommer un député aux États généraux, ils se plaignent de ce que les cultivateurs vont pieds nus et travaillent pour les grands repas et les carrosses.
Ce que confirme le surnom attribué autrefois, aux Lussagnétois et témoignant de leur pauvreté "los tuacaperans"  jeu de mots avec tête (cap) et curé (caperaa), mais il s'agit ici des "poux" (les tue-poux). Mais que faisaient donc les sorcières rôdant dans les parages lors de leurs envolées sabbatiques ?
feu ou ostau*: maison habitée; on compte environ 5 habitants par feu.
abbaye laïque**: On entend par "abbé laïque" le seigneur qui possède la dîme du village, et par abbaye laïque la maison noble et déchargée de taille, généralement proche de l'église dont l'abbé laïque assurait l'entretien et la protection. Il ne faut donc rien voir de religieux dans ces termes "abbé ou abbaye".

## Politique et administration
| Période                                  | Période | Identité       | Étiquette | Qualité |
| ---------------------------------------- | ------- | -------------- | --------- | ------- |
| 1995                                     | 2008    | Michel Laborde |           |         |
| 2008                                     | 2014    | Michel Laborde |           |         |
| Les données manquantes sont à compléter. |         |                |           |         |

### Intercommunalité
Lussagnet-Lusson fait partie de cinq structures intercommunales :
- la communauté de communes du Nord-Est Béarn ;
- le syndicat à vocation scolaire récré A5 ;
- le syndicat d’énergie des Pyrénées-Atlantiques ;
- le syndicat de l'entre-deux-Lées ;
- le syndicat intercommunal d’alimentation en eau potable (SIAEP) du Vic-Bilh Montanérès.

## Population et société

### Démographie
L'évolution du nombre d'habitants est connue à travers les recensements de la population effectués dans la commune depuis 1793. Pour les communes de moins de 10 000 habitants, une enquête de recensement portant sur toute la population est réalisée tous les cinq ans, les populations de référence des années intermédiaires étant quant à elles estimées par interpolation ou extrapolation. Pour la commune, le premier recensement exhaustif entrant dans le cadre du nouveau dispositif a été réalisé en 2005.

En 2022, la commune comptait 184 habitants, en évolution de +9,52 % par rapport à 2016 (Pyrénées-Atlantiques : +3,78 %, France hors Mayotte : +2,11 %).
| 1793 | 1800 | 1821 | 1831 | 1836 | 1841 | 1846 | 1851 | 1856 |
| ---- | ---- | ---- | ---- | ---- | ---- | ---- | ---- | ---- |
| 151  | 147  | 228  | 380  | 408  | 396  | 412  | 409  | 359  |

| 1861 | 1866 | 1872 | 1876 | 1881 | 1886 | 1891 | 1896 | 1901 |
| ---- | ---- | ---- | ---- | ---- | ---- | ---- | ---- | ---- |
| 349  | 336  | 346  | 342  | 344  | 320  | 313  | 308  | 309  |

| 1906 | 1911 | 1921 | 1926 | 1931 | 1936 | 1946 | 1954 | 1962 |
| ---- | ---- | ---- | ---- | ---- | ---- | ---- | ---- | ---- |
| 308  | 304  | 246  | 238  | 233  | 212  | 188  | 162  | 162  |

| 1968 | 1975 | 1982 | 1990 | 1999 | 2005 | 2006 | 2010 | 2015 |
| ---- | ---- | ---- | ---- | ---- | ---- | ---- | ---- | ---- |
| 157  | 156  | 143  | 132  | 147  | 157  | 166  | 168  | 167  |

| 2020 | 2022 | - | - | - | - | - | - | - |
| ---- | ---- | - | - | - | - | - | - | - |
| 182  | 184  | - | - | - | - | - | - | - |

La commune fait partie de l'aire d'attraction de Pau.

## Culture locale et patrimoine

### Lieux et monuments

#### Patrimoine civil
Les vestiges d'un édifice fortifié du XIIe siècle, au lieu-dit Castet de Lussagnet, témoignent du passé ancien de la commune.

#### Patrimoine religieux
L'église Saint-Jacques, à Lusson, date partiellement du XIIe siècle. On y trouve des objets et un tableau inventoriés par les monuments historiques. L'église de l'Assomption-de-la-Bienheureuse-Vierge-Marie, à Lussagnet, dont la date de construction est incertaine, fut restaurée au XIXe siècle. Elle recèle des verrières et des objets inscrits à l'inventaire général du patrimoine culturel.

### Héraldique
| Blason de Lussagnet-Lusson | Blason  | Tiercé en pairle renversé : au 1er de gueules à une rose des jardins, tigée, feuillée et contournée d'argent, au 2e de sinople à une croix de Saint-Jacques d'or, au 3e d'or à deux vaches de gueules, accornées, colletées et clarinées d'azur, passant l'une sur l'autre ; au chef d'azur à une foi alésée d'argent soutenue d'une burelle ondée du même et accostée de deux lettres L gothiques d'or.                                                              |
| Blason de Lussagnet-Lusson | Détails | La foi symbolise la fusion des deux communes en 1833 pour former la commune actuelle. La rose est attribut de la Vierge Marie, patronne de l'église de Lussagnet, et la croix est celle de saint Jacques, patron de Lusson. Les ondes évoquent le Léez qui arrose la commune, le sinople l'agriculture, les deux vaches le Béarn et les deux lettres « L » les initiales des deux villages qui ont formé la commune. Le statut officiel du blason reste à déterminer. |